# Hossein Askari
Hossein Askari (23 de março, 1975) é um ciclista profissional iraniano. Entre outros lucros, tem sido duas vezes campeão da UCI Asia Tour (em 2006-2007 e 2007-2008).
Tem participado em três Jogos Olímpicos: Sydney 2000, Atenas 2004 e Pequim 2008.
A 3 de junho de 2013 Hossein Askari deu positivo por dimetilamilamina quando disputava o Tour de Singkarak, sendo sancionado durante 1 ano.

## Palmarés
| 2001 - Campeonato Asiático Contrarrelógio 2003 - Campeonato Asiático Contrarrelógio 2004 - 2º no Campeonato Asiático Contrarrelógio 2005 - Kerman Tour - 1 etapa do Tour do Azerbaijão - Tour da Indonésia, mais 1 etapa - 2º no Campeonato Asiático Contrarrelógio 2006 - 2 etapas do Kerman Tour - 1 etapa do Tour do Azerbaijão - 2 etapas do Tour de Milad du Nour - 2º no Campeonato do Irão Contrarrelógio - 2º no UCI Asia Tour 2007 - 1 etapa do Jelajah Malaysia - 1 etapa do Kerman Tour - Tour do Azerbaijão, mais 1 etapa - Campeonato do Irão Contrarrelógio - 2º no Campeonato Asiático em Estrada - 2º no Campeonato Asiático Contrarrelógio - UCI Asia Tour 2008 - 1 etapa do Jelajah Malaysia - Umm Ao Quwain Race - Tour do Azerbaijão, mais 2 etapas - UCI Asia Tour | 2009 - 1 etapa do Tour of President 2010 - International Presidency Tour, mais 1 etapa - Campeonato do Irão Contrarrelógio - Volta ao Lago Qinghai - 2º no UCI Asia Tour - 2º no Campeonato Asiático Contrarrelógio 2011 - 3º no Campeonato Asiático Contrarrelógio - 3º no Campeonato Asiático em Estrada - Campeonato do Irão Contrarrelógio 2012 - Tour de Brunéi, mais 1 etapa - 3º no Campeonato Asiático Contrarrelógio 2013 - 1 etapa do Tour de Singkarak 2015 - Campeonato Asiático em Estrada - Campeonato Asiático Contrarrelógio - Campeonato do Irão Contrarrelógio - 1 etapa do Tour do Irão - 1 etapa do Tour de Singkarak |

## Equipas
- Giant Asia Racing Team (2005-2007)
- Tabriz Petrochemical Team (2008-2013)
  - Tabriz Petrochemical Team (2008)
  - Tabriz Petrochemical Cycling Team (2009-2010)
  - Tabriz Petrochemical Team (2011-2013)
- Ayandeh Continental (06.2014-09.2014)
- Pishgaman Giant Team (10.2014-2016)